# مسابقات جهانی کشتی پهلوانی
مسابقات جهانی کشتی پهلوانی رقابتی میان ۳۷ کشتی‌گیر از ۲۴ کشور با سبک کشتی پهلوانی است. نخستین دوره این رقابت‌ها در روزهای ۳۱ اکتبر و ۱ نوامبر ۲۰۱۳ در سالن چاغروند شهر خرم‌آباد برگزار شد. این رقابت به نام غلامرضا تختی نام‌گذاری شده است.

## نتیجه مسابقات
در پایان این دوره از رقابت‌ها احمد میرزاپور از ایران مقام نخست، رجب کارا از ترکیه مقام دوم و اشکان مردانی و سیدرضا موسوی از ایران به صورت مشترک مقام سوم را به دست آوردند. همچنین جام اخلاق این دوره به فردین معصومی اهدا شد.
| رتبه  | کشور  | طلا | نقره | برنز | مجموع |
| ۱     | ایران | ۱   | ۰    | ۰    | ۱     |
| ۲     | ترکیه | ۰   | ۱    | ۰    | ۱     |
| ۳     | ایران | ۰   | ۰    | ۲    | ۲     |
| مجموع | مجموع | ۱   | ۱    | ۲    | ۴     |